# 源高志
源 高志（みなもと たかし、本名：関田俊、1948年 - ）は、日本の放送作家。千葉商科大学・大学院・政策情報学研究科、客員教授を10年間経ている。静岡県熱海市在住。
大阪府出身。大阪府立泉陽高等学校卒業後、青山学院大学経済学部中退。放送作家となり数多くのバラエティやテレビドラマを手掛けた。ペンネームは駆け出しの頃に原稿用紙のもじりでつけたものである。
『カックラキン大放送』、『スター誕生!』、『うわさのチャンネル』、『笑ってる場合ですよ』等、1970年代から1980年代にかけて多数のヒット番組を制作した。
また、テレビドキュメンタリードラマ『劇的紀行 深夜特急』（「'96〜熱風アジア編〜｣、「'97〜西へ!ユーラシア編〜」、「'98〜飛光よ!ヨーロッパ編〜」）の企画構成を担当。
北海道テレビ放送の伝説的なローカル番組『派手〜ずナイト』も手がけた。
1990年、女優の佳那晃子と結婚。源にとっては再婚であった。結婚の公表は入籍から1年半経ってからであった。
バブル崩壊後に、経営する会社のトラブルを発端とした多額の借金を作り、夫婦で倹約生活を余儀なくされた。妻が2013年にくも膜下出血で倒れてからは、看病生活に入る。
2003年に、小説「トラブル三丁目」にて第15回堺自由都市文学賞佳作を受賞。2004年には小説家としての初の著書『二十五年後のD.P.E』を知道出版より刊行。